# Pietro Mazzamuto
Pietro Mazzamuto (Centuripe, 1920 – Palermo, 9 febbraio 2010) è stato un critico letterario e scrittore italiano.

## Biografia
Docente di letteratura italiana dapprima nei licei e poi nella Facoltà di Lettere e Filosofia dell'Università degli Studi di Palermo e intellettuale cattolico impegnato nella sintesi tra cristianesimo e socialismo democratico, è autore di importanti libri di critica letteraria, e dal 1990 in poi di romanzi storici o autobiografici.
Ha indicato criticamente l'ambigua figura del mafioso aureolato come persistente all'interno di svariate opere letterarie (da Pirandello a Sciascia) che parlano della mafia in Sicilia), e come un tipo incurante del pericolo, deciso e privo di qualsiasi scrupolo morale, ma "uomo di rispetto": il suo prototipo è il boss Don Mariano Arena ne Il giorno della civetta di Leonardo Sciascia.

## Opere

### Critica letteraria

#### Come autore
- Quasimodo, Palermo, Palumbo, 1967
- La mafia nella letteratura, Palermo, Andò, 1970
- Pirandello, la maschera e il dialetto, Palermo, Panopticon, 1988
- Filosofia e letteratura, Palermo, Panopticon, 1989
- Il parvenu risorgimentale. Giovanni Verga tra antropologia e storia, Palermo, Dharba, 1989
- I due soli. Dante fiorentino e cosmopolita, Palermo, Panopticon, 1989
- Le mani vuote. Scene e personaggi della cultura siciliana, Messina, Sicania, 1992

#### Come curatore
- Pagine di documentazione critica, a cura di Pietro Mazzamuto e Aldo D'Asdia, Firenze, Le Monnier, 1961
- La letteratura dialettale in Italia. Letteratura dialettale in Italia dall'unità ad oggi. Atti del Convegno tenuto a Palermo nel 1980, a cura di Pietro Mazzamuto, Palermo, Università degli Studi di Palermo. Facoltà di Lettere e Filosofia, 1984
- La letteratura dialettale preunitaria. Atti del Convegno, Palermo, 3-8 maggio 1990, a cura di Pietro Mazzamuto, Palermo, Università degli Studi di Palermo. Facoltà di Lettere e Filosofia, 1994
- Il caso Manzoni, a cura di Pietro Mazzamuto, Palermo, Palumbo, 1989

### Romanzi
- Memeo, Palermo, Dharba, 1990
- Come Pitrino Tornabè vinse contro la mafia. Racconto popolare, Palermo, Dharba, 1991, ISBN 88-85411-07-X
- Il parroco scrive lettere d'amore, Milano, Mondadori, 1997
- Il settimo chilometro. Cronachette somale, Palermo, Dario Flaccovio Editore, 2000
- I due ladri, Libreria Croce, 2003
- Immanuello Romano e Dante Alighieri, Nuova Ipsa Editore, 2004
- Il diavolo e l'olio santo, Nuova Ipsa Editore, 2005, ISBN 978-88-7676-265-9